# Dendrochilum uncatum
Dendrochilum uncatum är en orkidéart som beskrevs av Heinrich Gustav Reichenbach. Dendrochilum uncatum ingår i släktet Dendrochilum och familjen orkidéer.
Artens utbredningsområde anges som från Taiwan (Hengchunhalvön och Lan Yü) till Filippinerna.

## Underarter
Arten delas in i följande underarter:
- D. u. longispicatum
- D. u. uncatum

## Bilder